# Segunda División Amateur 2015/16
Het seizoen 2015/2016 van de Segunda División Amateur was het 44e seizoen van deze Uruguayaanse voetbalcompetitie op het derde niveau. De competitie begon op 26 september 2015 en eindigde op 22 mei 2016. Dit was het laatste seizoen onder de naam Segunda División Amateur; vanaf 2017 heette het derde niveau Segunda División B.

## Teams
Er namen dertien ploegen deel aan de Segunda División Amateur tijdens het seizoen 2015/2016. Elf ploegen deden vorig seizoen ook mee aan deze competitie. La Luz FC was vorig seizoen niet aangesloten bij de AUF en deed toen dus niet mee aan de landelijke competities. Club Oriental de Football werd vorig seizoen kampioen en promoveerde naar de Segunda División. Hun plek werd ingenomen door CS Cerrito, dat uit de Segunda División was gedegradeerd.
| Club                  | Stad       | Vorig seizoen |
| --------------------- | ---------- | ------------- |
| Albion FC             | Montevideo | 3e            |
| CA Alto Perú          | Montevideo | 7e            |
| CA Artigas            | Montevideo | 6e            |
| CA Basáñez            | Montevideo | 2e            |
| CS Cerrito            | Montevideo | 15e (2ª)      |
| Colón FC              | Montevideo | 12e           |
| La Luz FC             | Montevideo | Geen deelname |
| CSD Los Halcones      | Montevideo | 11e           |
| CA Mar de Fondo       | Montevideo | 8e            |
| CA Platense           | Montevideo | 10e           |
| IA Potencia           | Montevideo | 4e            |
| Salus FC              | Montevideo | 9e            |
| Uruguay Montevideo FC | Montevideo | 5e            |

## Apertura
Het Torneo Apertura werd gespeeld van 26 september tot en met 20 december 2015. Alle ploegen speelden eenmaal tegen elkaar. De beste vier ploegen kwalificeerden zich voor de Liguilla. De ploeg met de meeste punten werd winnaar van de Apertura en kwalificeerde zich tevens voor de halve finale van het Campeonato. Indien er twee ploegen gelijk eindigden met de meeste punten, dan werd er een beslissingswedstrijd gespeeld.
Degradant CS Cerrito won de Apertura door tijdens de twaalfde speelronde met 3–0 van herintreder La Luz FC te winnen. In de dertiende en laatste speelronde kwam CA Mar de Fondo, de tegenstander van Cerrito, niet opdagen. Hierdoor kreeg Cerrito de overwinning toegekend, waardoor ze de Apertura ongeslagen beëindigden.

### Eindstand Apertura
|     | Club                  | Sp. | W  | G | V  | Pnt. | DV | DT | DS  |
| --- | --------------------- | --- | -- | - | -- | ---- | -- | -- | --- |
| 1.  | CS Cerrito            | 12  | 11 | 1 | 0  | 34   | 35 | 5  | +30 |
| 2.  | CA Basáñez            | 12  | 9  | 2 | 1  | 29   | 40 | 12 | +28 |
| 3.  | Uruguay Montevideo FC | 12  | 8  | 2 | 2  | 26   | 31 | 11 | +20 |
| 4.  | Colón FC              | 12  | 6  | 4 | 2  | 22   | 18 | 10 | +8  |
| 5.  | CA Platense           | 12  | 6  | 3 | 3  | 21   | 19 | 15 | +4  |
| 6.  | IA Potencia           | 12  | 5  | 1 | 6  | 18   | 18 | 20 | –2  |
| 7.  | CSD Los Halcones      | 12  | 4  | 3 | 5  | 15   | 17 | 20 | –3  |
| 8.  | Salus FC              | 12  | 5  | 0 | 7  | 15   | 16 | 23 | –7  |
| 9.  | Albion FC             | 12  | 4  | 2 | 6  | 14   | 25 | 29 | –4  |
| 10. | CA Mar de Fondo       | 12  | 4  | 1 | 7  | 13   | 17 | 24 | –7  |
| 11. | CA Artigas            | 12  | 2  | 2 | 8  | 8    | 22 | 44 | –22 |
| 12. | CA Alto Perú          | 12  | 1  | 3 | 8  | 5    | 16 | 35 | –19 |
| 13. | La Luz FC             | 12  | 0  | 2 | 10 | 2    | 11 | 37 | –26 |

### Legenda
| Kleur | Kwalificatie voor                  |
| ----- | ---------------------------------- |
|       | Liguilla + Halve finale Campeonato |
|       | Liguilla                           |

## Liguilla
De Liguilla werd gespeeld van 10 april tot en met 22 mei 2016. De vier beste ploegen uit de Apertura kwalificeerden zich voor dit toernooi. Zij speelden tweemaal tegen elkaar. De ploeg met de meeste punten werd winnaar van de Liguilla en plaatste zich voor de halve finale van het Campeonato. Indien er twee ploegen gelijk eindigden met de meeste punten, dan werd er een beslissingswedstrijd gespeeld.
CS Cerrito, de winnaar van de Apertura, verzekerde zich tijdens de vijfde speelronde van de winst in de Liguilla. Ze wonnen met 3–1 van Colón FC en konden niet meer achterhaald worden omdat CA Basáñez en Uruguay Montevideo FC de punten deelden. Omdat Cerrito ook al de Apertura had gewonnen, was promotie naar de Segunda División ook een feit. Tijdens de laatste speelronde speelde Cerrito 0–0 tegen Basáñez, waardoor ze ongeslagen kampioen werden.

### Eindstand Liguilla
|    | Club                  | Sp. | W | G | V | Pnt. | DV | DT | DS |
| -- | --------------------- | --- | - | - | - | ---- | -- | -- | -- |
| 1. | CS Cerrito            | 6   | 3 | 3 | 0 | 12   | 5  | 1  | +4 |
| 2. | Uruguay Montevideo FC | 6   | 1 | 5 | 0 | 8    | 8  | 7  | +1 |
| 3. | CA Basáñez            | 6   | 1 | 4 | 1 | 7    | 6  | 6  | 0  |
| 4. | Colón FC              | 6   | 0 | 2 | 4 | 2    | 7  | 12 | –5 |

### Legenda
| Kleur | Kwalificatie voor       |
| ----- | ----------------------- |
|       | Halve finale Campeonato |

## Totaalstand
De ploeg met de meeste punten in de totaalstand - de optelling van de Apertura en Liguilla - plaatste zich voor de finale van het Campeonato. Indien er twee ploegen gelijk eindigden met de meeste punten, dan werd er een beslissingswedstrijd gespeeld.
CS Cerrito haalde de meeste punten in de Apertura en in de Liguilla. Hierdoor eindigden ze ook bovenaan in het totaalklassement.

### Totaalstand
|     | Club                  | Sp. | W  | G | V  | Pnt. | DV | DT | DS  |
| --- | --------------------- | --- | -- | - | -- | ---- | -- | -- | --- |
| 1.  | CS Cerrito            | 18  | 14 | 4 | 0  | 46   | 40 | 6  | +34 |
| 2.  | CA Basáñez            | 18  | 10 | 6 | 2  | 36   | 46 | 18 | +28 |
| 3.  | Uruguay Montevideo FC | 18  | 9  | 7 | 2  | 34   | 39 | 18 | +21 |
| 4.  | Colón FC              | 18  | 6  | 6 | 6  | 24   | 25 | 22 | +3  |
| 5.  | CA Platense           | 12  | 6  | 3 | 3  | 21   | 19 | 15 | +4  |
| 6.  | IA Potencia           | 12  | 5  | 1 | 6  | 18   | 18 | 20 | –2  |
| 7.  | CSD Los Halcones      | 12  | 4  | 3 | 5  | 15   | 17 | 20 | –3  |
| 8.  | Salus FC              | 12  | 5  | 0 | 7  | 15   | 16 | 23 | –7  |
| 9.  | Albion FC             | 12  | 4  | 2 | 6  | 14   | 25 | 29 | –4  |
| 10. | CA Mar de Fondo       | 12  | 4  | 1 | 7  | 13   | 17 | 24 | –7  |
| 11. | CA Artigas            | 12  | 2  | 2 | 8  | 8    | 22 | 44 | –22 |
| 12. | CA Alto Perú          | 12  | 1  | 3 | 8  | 5    | 16 | 35 | –19 |
| 13. | La Luz FC             | 12  | 0  | 2 | 10 | 2    | 11 | 37 | –26 |

### Legenda
| Kleur | Kwalificatie voor |
| ----- | ----------------- |
|       | Finale Campeonato |

## Campeonato
Het Campeonato bepaalde de winnaar van de Segunda División Amateur 2015/2016. De winnaars van de Apertura (Cerrito) en de Clausura (Cerrito) zouden in de halve finale één wedstrijd spelen en de winnaar daarvan zou zich kwalificeren voor de finale, waarin ze een thuis- en uitduel zouden spelen tegen de nummer een van de totaalstand (Cerrito).
Cerrito was de enige ploeg die zich had gekwalificeerd voor het Campeonato. Zij werden hierdoor automatisch kampioen van de Segunda División Amateur en promoveerden naar de Segunda División

### Wedstrijdschema
|  | Halve finale | Halve finale |  |  | Finale  | Finale | Finale | Finale |
|  |              |              |  |  |         |        |        |        |
|  |              |              |  |  |         |        |        |        |
|  | Cerrito      | N.v.t.       |  |  |         |        |        |        |
|  | Cerrito      |              |  |  |         |        |        |        |
|  |              |              |  |  |         |        |        |        |
|  |              |              |  |  | Cerrito | –      | –      | N.v.t. |
|  |              |              |  |  | Cerrito | –      | –      |        |
|  |              |              |  |  |         |        |        |        |